# コンコ・テムル
コンコ・テムル（モンゴル語: Qongqo temür、中国語: 晃火帖木児、? - 1335年）は、モンゴル帝国第4代皇帝モンケ・カアンの庶子のシリギの孫。『元史』などの漢文史料では晃火帖木児（huǎnghuǒ tiēmùér）、ペルシア語史料ではقونان تیمور（Qūnān tīmūr）と記される。

## 出自
コンコ・テムル（晃火帖木児）は『元史』宗室世系表ではシリギ（昔里吉）の息子と記されるが、『集史』や『五族譜』といったペルシア語史料にはシリギ（شیرکی）の息子にコンコ・テムルに相当する人名は見られない。
『元史』「宗室世系表」は誤りが多く信用できないこと、コンコ・テムルがシリギの息子であるとするとその没年が不自然であること、などからペルシア語史料でシリギの息子のウルス・ブカ（Ulus-buqa＞اولوس بوقاŪlūs būqā）の息子と記されるقونان تیمور（Qūnān tīmūr）がコンコ・テムルであると考えられている。

## 事蹟
コンコ・テムルが史料上に現れるのはブヤント・カアン（仁宗アユルバルワダ）の治世からで、延祐5年（1318年）には「嘉王」に封ぜられている。
イェスン・テムル・カアン（泰定帝）の治世の泰定2年（1325年）においてコンコ・テムルは「嘉王」から「并王」へと改封された。翌泰定3年（1326年）には同じモンケ家のチェチェクトゥとともにカアンの元を訪れているが、この頃はモンケ・ウルス宗主たるチェチェクトゥの下位の王族として記録されている。
後至元元年（1335年）、大元ウルスではウカート・カアン（順帝トゴン・テムル）を擁立し実権を握ったバヤンに対するクーデター計画が進行していた。このクーデター計画にコンコ・テムルも参加していたが、この計画はモンケ・ウルス宗主たるチェチェクトゥの密告によって瓦解した。同年、コンコ・テムルは流刑と決定したが、その後まもなく自殺してしまった。

## 子孫
至正2年（1342年）にバヤンが失脚し、その甥のトクトが実権を握るとバヤンに陥れられた諸王の名誉が回復され、コンコ・テムルの子のチェリク・テムル（Čerik temür>chèlǐtiēmùér/徹里帖木児）は撫寧王に封ぜられることとなった。「撫寧王」という王号は他に見られないため、チェチェクトゥのかつての王号「武寧王」の誤記ではないかとも推測されている。
しかし、この後チェリク・テムルに関する記録は史料上には現れず、コンコ・テムルとチェチェクトゥの相継ぐ死によってモンケ・ウルスは弱体化してしまったものと見られる。

## モンケ家の系図
- モンケ・カアン…トルイの長男で、モンケ・ウルスの創始者。
  - バルトゥ（Baltu,班禿／بالتوBāltū）…モンケの嫡長子。
    - トレ・テムル（Töre-temür,توراتیمورTūlā tīmūr）…バルトゥの息子。

  - ウルン・タシュ（Ürüng daš,玉龍答失／اورنگتاشŪrung tāsh）…モンケの次男で、第2代モンケ・ウルス当主。
    - サルバン（Sarban,撒里蛮／ساربانSārbān）…ウルン・タシュの息子。

  - シリギ（Sirigi,昔里吉شیرکیShīrkī）…モンケの庶子で、第3代モンケ・ウルス当主。
    - ウルス・ブカ（Ulus-buqa,兀魯思不花王／اولوس بوقاŪlūs būqā）…シリギの息子で、第4代モンケ・ウルス当主。
      - コンコ・テムル（Qongqo temür,并王晃火帖木児／قونان تیمورQūnān tīmūr）…ウルス・ブカの息子。
        - チェリク・テムル（Čerik-temür,徹里帖木児）…コンコ・テムルの息子で、第7代モンケ・ウルス当主。

      - テグス・ブカ（Tegüs-buqa,武平王帖古思不花）…ウルス・ブカの息子、コンコ・テムルの弟で、第2代武平王。

    - トレ・テムル（Töre-temür,توراتیمورTūlā tīmūr）…シリギの息子。
    - トゥメン・テムル（Tümen-temür,武平王禿満帖木児／تومان تیمورTūmān tīmūr）…シリギの息子で、初代武平王。

  - アスタイ（Asudai,阿速歹／آسوتایĀsūtāī）…モンケの庶子
    - オルジェイ（Ölǰei,衛王完沢／اولجایŪljāī）…アスタイの息子で、第5代モンケ・ウルス当主。
      - チェチェクトゥ（Čečektü,郯王徹徹禿／چکتوChektū）…オルジェイの息子で、第6代モンケ・ウルス当主。

    - フラチュ（Hulaču,忽剌出／هولاچوHūlāchū）…アスタイの息子。
    - ハントム（Hantom,هنتوم／Hantūm）…アスタイの息子。
    - オルジェイ・ブカ（Ölǰei buqa,اولجای بوقا／Ūljāī būqā）…アスタイの息子。